# 聪明的投资者
《聪明的投资者》（英語：The Intelligent Investor）是本杰明·格雷厄姆的一本著作，該書主要講述的是投资策略方面的內容，于1949年首次出版。該書籍出版後格雷厄姆又進行进行了多次修改，最近一次是修改是於1971-72年，並於1973年出版“第四版”，其中沃伦·巴菲特為其撰寫序言和附录。